# Grandfontaine-Fournets
Pour les articles homonymes, voir Fournet.
Grandfontaine-Fournets est une ancienne commune du Doubs qui exista de la fin du XVIIIe siècle à 1973. Elle a été créée entre 1790 et 1794 par la fusion des communes de Fournet et de Grande-Fontaine. En 1973 elle a fusionné avec la commune de Luisans pour former la nouvelle commune de Fournets-Luisans.

## Toponymie
Grandis Fontana en 1188 ; Grant Fontaine en 1361.

Hameau : Les Fournets.

Du latin furnus, « four » et du suffixe diminutif -ittum.